# Olympische Geschichte Katars
| Gelbes Symbol für Goldmedaillen mit stilisierten Olympischen Ringen | Graues Symbol für Silbermedaillen mit stilisierten Olympischen Ringen | Braundes Symbol für Bronzemedaillen mit stilisierten Olympischen Ringen |
| ------------------------------------------------------------------- | --------------------------------------------------------------------- | ----------------------------------------------------------------------- |
| 2                                                                   | 2                                                                     | 4                                                                       |

Katar, dessen NOK, die al-Ladschna al-ulimbiyya al-qatariyya, 1979 gegründet und 1980 vom IOC anerkannt wurde, nimmt seit 1984 an Olympischen Sommerspielen teil. Zu Winterspielen wurden bislang keine Athleten geschickt. Jugendliche Athleten nahmen an beiden bislang ausgetragenen Jugend-Sommerspielen teil.

## Übersicht

### Sommerspiele
Die erste katarische Olympiamannschaft 1984 bestand aus Leichtathleten, Sportschützen und einer Fußballmannschaft. Die Mitglieder des Fußballteams waren am 29. Juli 1984 auch die ersten katarischen Sportler bei Olympischen Spielen. Überraschend erreichten sie gegen Frankreich ein 2:2. Nach zwei Niederlagen schied Katar dann jedoch aus. Die ersten Individualsportler des Landes bei Olympia waren die Sportschützen Sulaiman Mohamed und Jadaan al-Shammari, die am 30. Juli 1984 mit dem Kleinkalibergewehr im Liegendanschlag antraten.
In der Folgezeit gingen katarische Athleten in den Sportarten Segeln (seit 1988), Tischtennis (seit 1996), Gewichtheben und Schwimmen (seit 2000), Bogenschießen, Frechten und Taekwondo (seit 2008), Beach-Volleyball, Reiten, Boxen, Handball und Judo (seit 2016) an den Start.
Besondere Kontroversen lösten die Diskussionen um die Teilnahme katarischer Frauen bei Olympischen Spielen sowie die Einbürgerungspraxis aus. Nach den Sommerspielen von 2008 war Katar eines von drei Ländern (neben Saudi-Arabien und Brunei), das noch nie Frauen bei Olympischen Spielen eingesetzt hatte. Zudem bürgerte Katar Sportler aus dem Ausland ein und setzte diese bei internationalen Wettkämpfen ein, eine Praxis, für die auch Bahrain bekannt wurde.
1992 in Barcelona konnte Katar den ersten Medaillengewinn feiern. Der Leichtathlet Mohamed Suleiman gewann Bronze im 1500-Meter-Lauf. Sein Teamkamerad Ibrahim Ismail wurde Siebter über 400 Meter. Die katarische Fußballmannschaft konnte sich für das Viertelfinale qualifizieren, schied dort jedoch nach einem 0:2 gegen Polen aus. 1996 in Atlanta wurde Suleiman Neunter über 1500 Meter.
In Sydney 2000 zeigte sich der erste Erfolg der Einbürgerungspolitik Katars. Der als Angel Popov geborene Bulgare Said Saif Asaad war 1999 katarischer Staatsbürger geworden, er war mit sieben Teamkameraden für eine Million Dollar vom katarischen Gewichtheberverband gekauft worden. Bei den Wettkämpfen in Sydney gewann er Bronze im Schwergewicht. Im Superschwergewicht wurde Jaber Saeed Salem Vierter. Salem, ebenfalls 1999 nach Katar gekommen, wurde als Jani Marschokow in Bulgarien geboren. In der Leichtathletik erreichte Khamis Abdullah Seifeddine, ein gebürtiger Sudanese, Platz 10 über 3000 Meter Hindernis. Ein weiterer eingebürgerter Sportler war der Marathonläufer Rashid Jamal, ein als Gemeshu Woyesha geborener Äthiopier. Der Skeetschütze Nasser Al-Attiyah belegte Platz 6.
2004 in Athen startete ein weiterer Gewichtheber aus Bulgarien für Katar. Nader Sufyan Abbas war als Andrei Iwanow in Bulgarien geboren worden. Für Katar startend erreichte er im Mittelgewicht Platz 8. In der Leichtathletik lief Musa Amer, in Kenia als Moses Kipkirui geboren, über 3000 Meter Hindernis auf Platz 4. Ebenfalls Platz 4 erzielte der Skeetschütze Nasser Al-Attiyah. 2008 startete mit James Kwalia ein weiterer gebürtiger Kenianer für Katar. Über 5000 Meter belegte er Platz 8, ebenso Ahmad Hassan Abdullah, als Albert Chepkurui in Kenia geboren, über 10.000 Meter und Abubaker Ali Kamal über 3000 Meter Hindernis.
2012 erfolgte auf Druck des IOC der erste Start einer katarischen Athletin bei Olympischen Spielen. Die Sportschützin Bahya al-Hamad war am 28. Juli 2012 die erste Frau Katars bei Olympia. Ihr Teamkamerad Nasser Al-Attiya gewann im Skeetschießen die Bronzemedaille. Rashid al-Athba wurde im Doppeltrap Siebter. Ebenfalls Bronze gewann der Leichtathlet Mutaz Essa Barshim im Hochsprung.
2016 in Rio de Janeiro konnte Barshim dann Silber gewinnen. Er ist damit der einzige katarische Mehrfach-Medaillengewinner. Im Hammerwurf erreichte Ashraf El-Seify Platz 6. In Rio trat Nasser Al-Attiya zum sechsten Mal bei Olympischen Spielen an. Der Springreiter Ali bin Chalid Al Thani konnte in der Einzelwertung auf seinem Pferd First Division 9 Platz 6 belegen. Im Tischtennis wurde der gebürtige Chinese Ping Li eingesetzt. Besonders kontrovers wurde der Einsatz der katarischen Handballmannschaft diskutiert. von den 15 nominierten Spielern waren nur vier gebürtige Katarer; der Rest der Mannschaft bestand aus Spielern aus Montenegro, Bosnien und Herzegowina, Kroatien, Frankreich, Spanien, Kuba, Ägypten und Syrien. Das Team qualifizierte sich für das Viertelfinale, scheiterte dort jedoch mit 22:34 an Deutschland.
2020 gewann Katar seine ersten Goldmedaillen bei Olympischen Spiele. Zuerst gewann Fares Ibrahim im Gewichtheben die Goldmedaille in der Klasse bis 96 Kilogramm. Nur einen Tag später gewann. Mutaz Essa Barshim das Hochspringen gemeinsam mit dem Italiener Gianmarco Tamberi. Die beiden entschieden sich gegen ein Stechen und so endete der Wettkampf mit zwei Olympiasiegern. Zudem gewann Katar noch durch Ahmed Tijan und Cherif Younousse eine Bronzemedaille im Beachvolleyball.

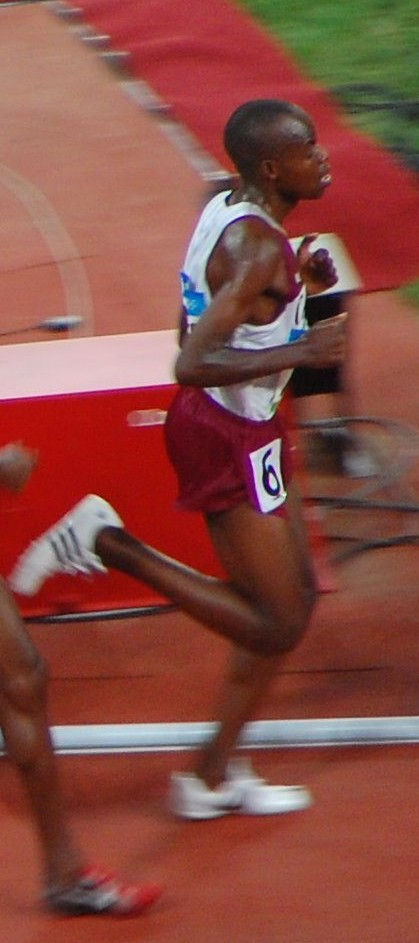
James Kwalia C’Kurui im Vorlauf über 5000 Meter 2008
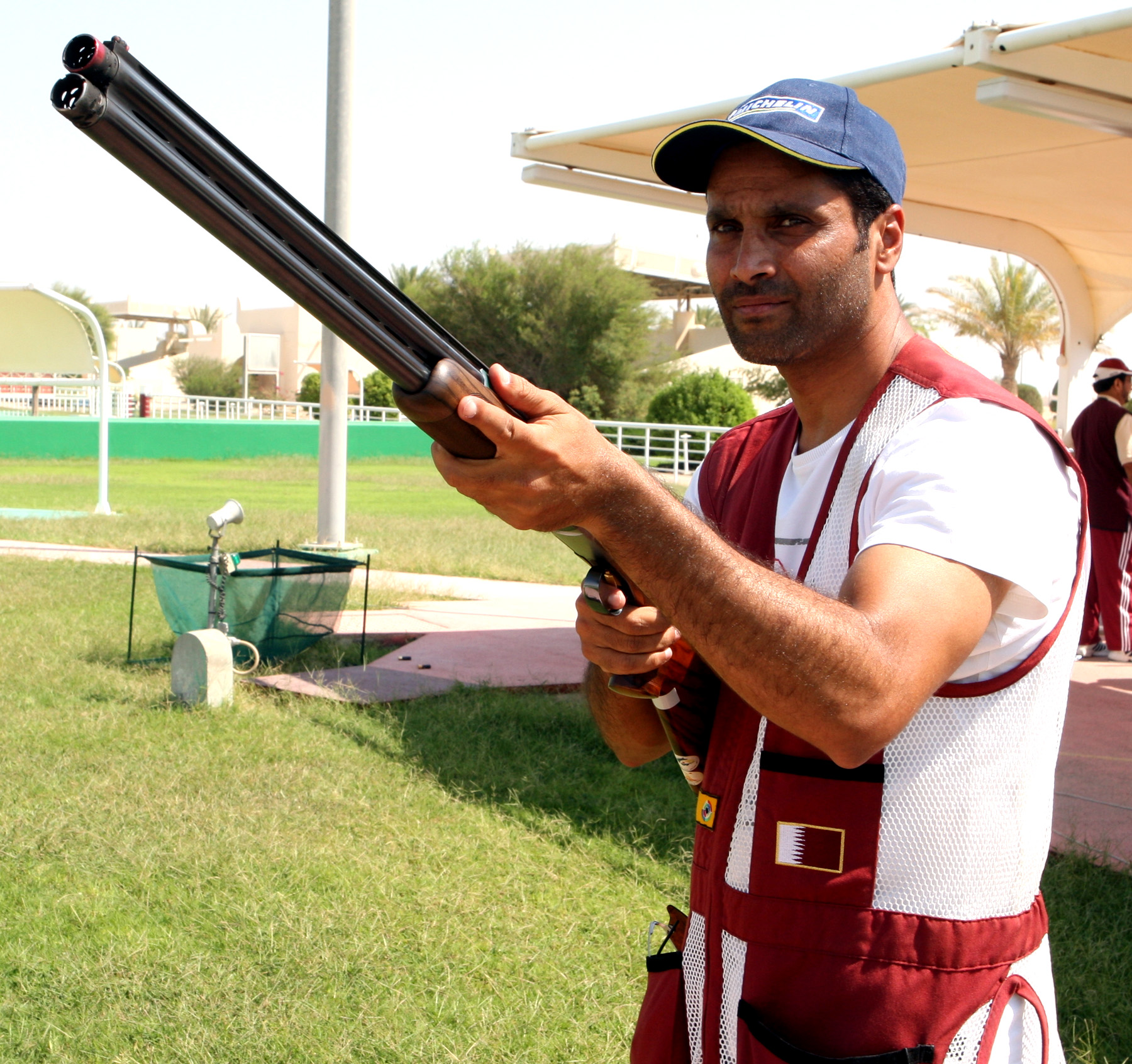
Nasser Al-Attiyah, Bronze 2012
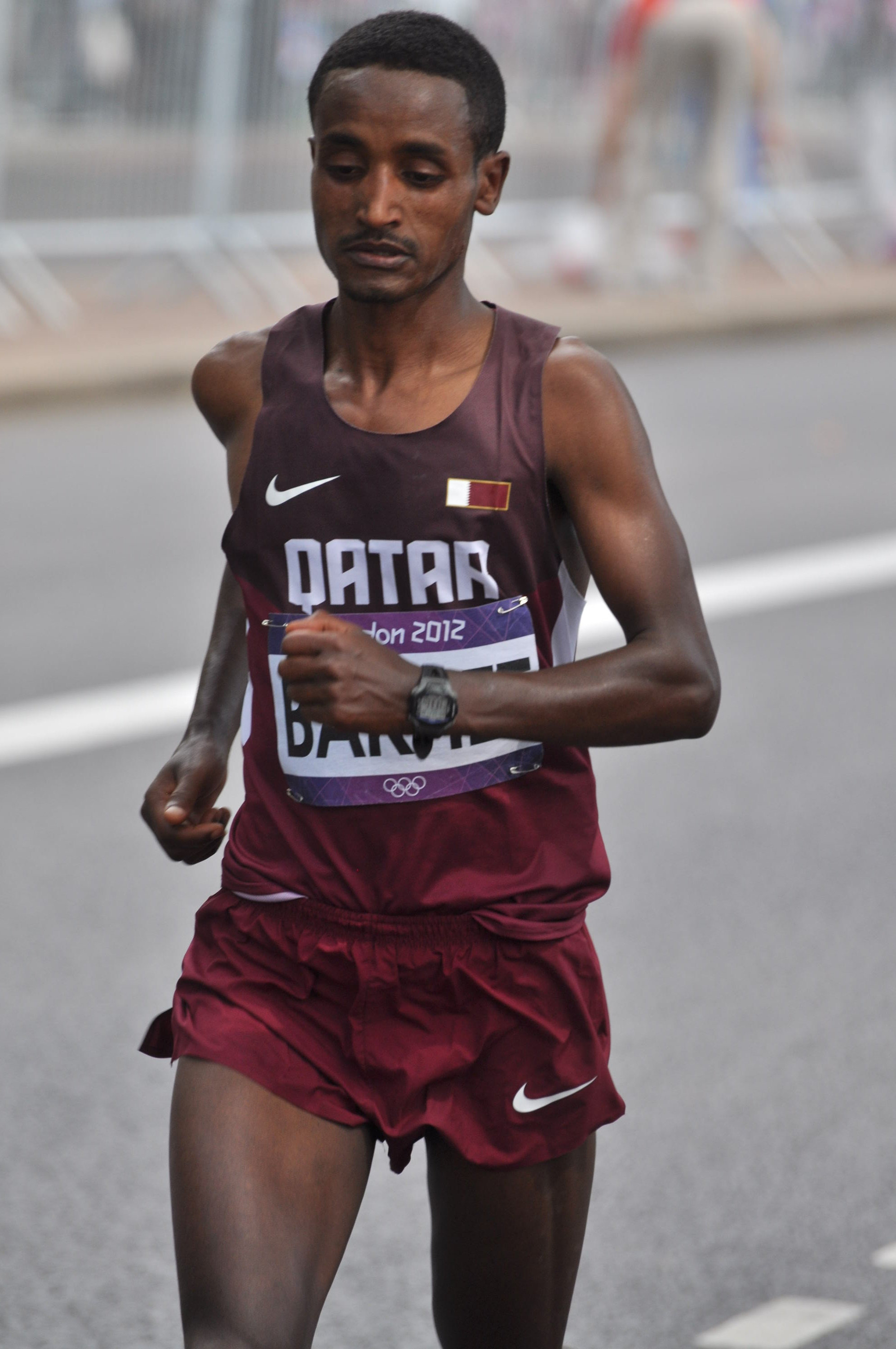
Mohammed Abduh Bakhet beim Marathon 2012
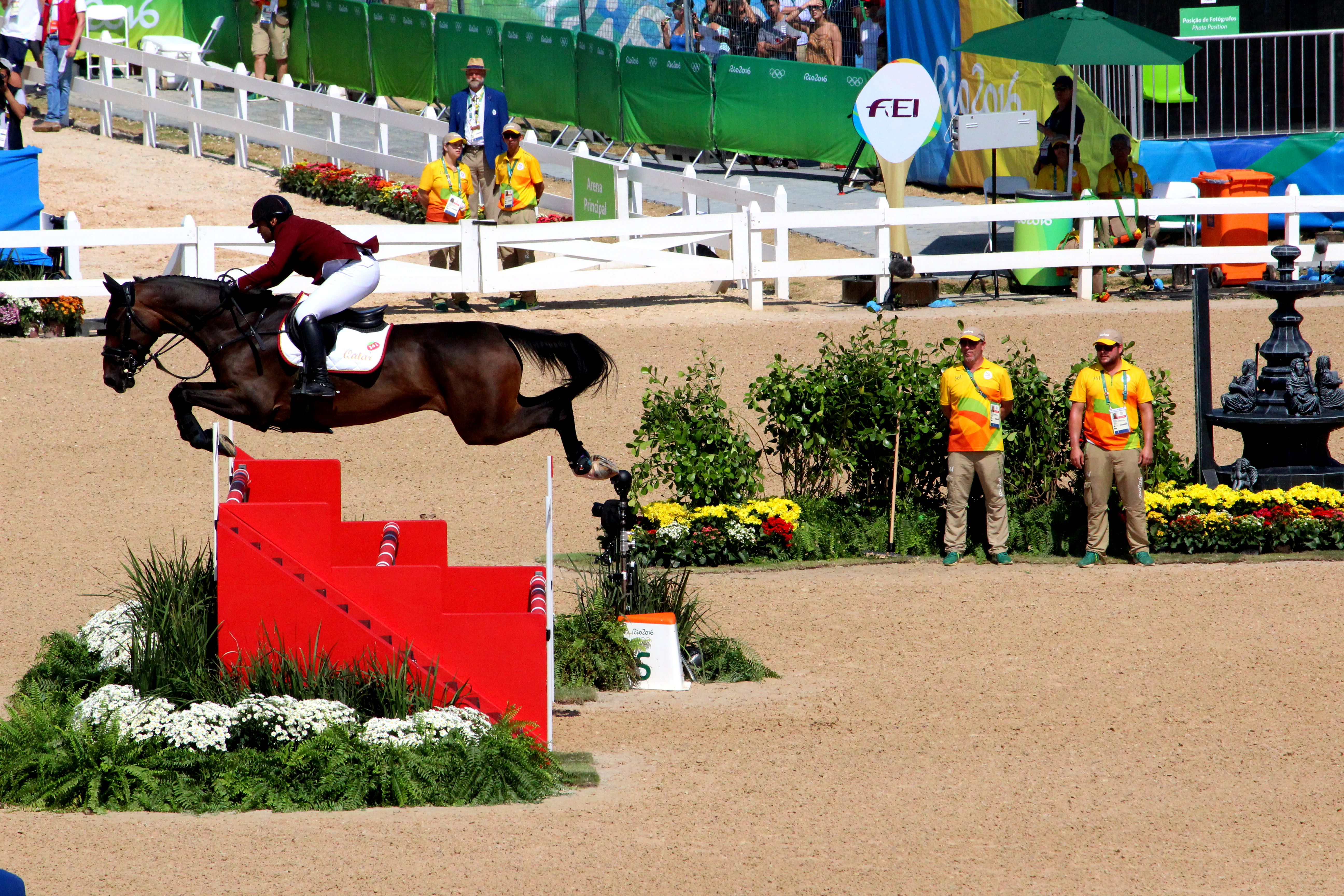
Ali Al Rumaihi auf Gunder beim Springreiten 2016
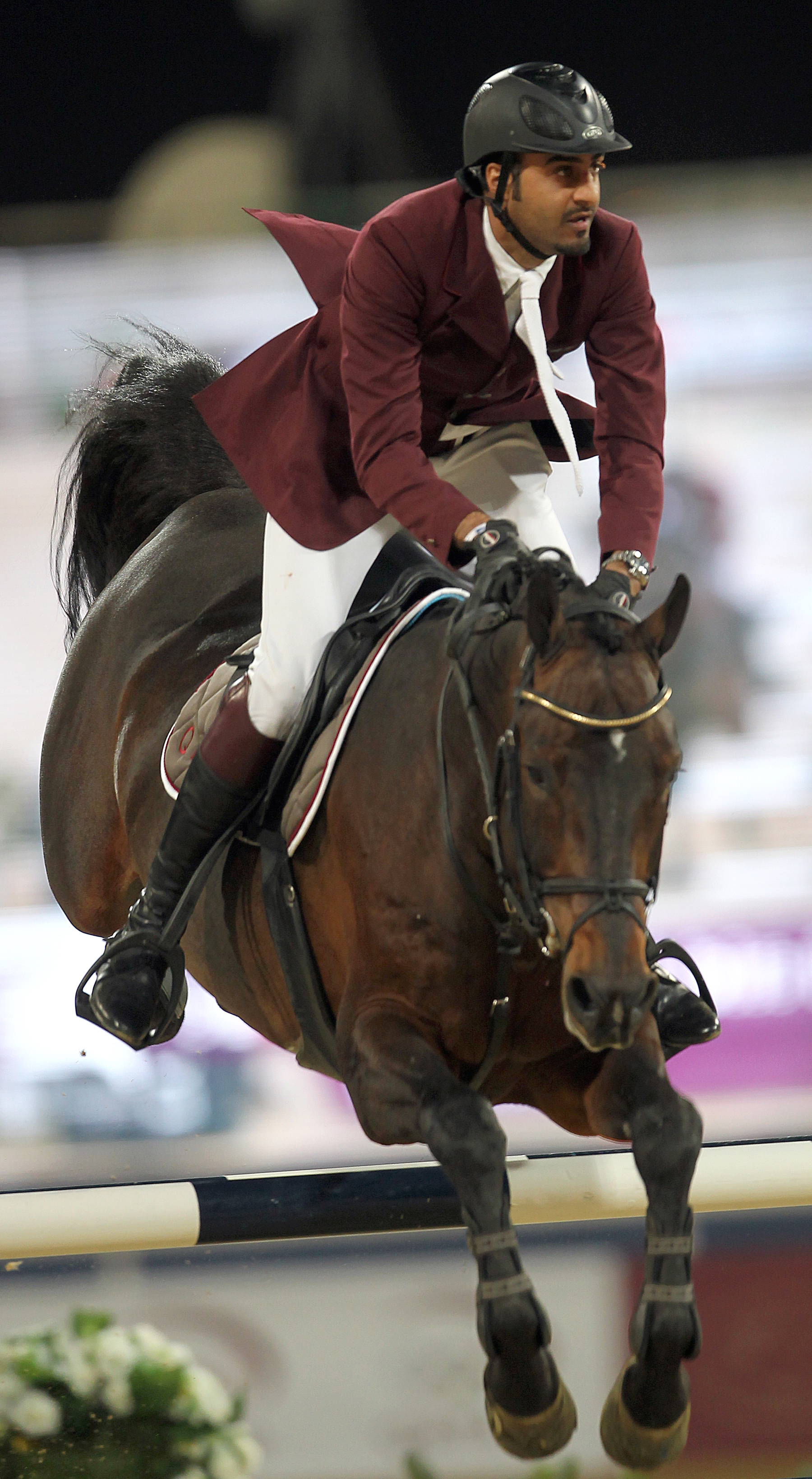
Ali bin Chalid Al Thani
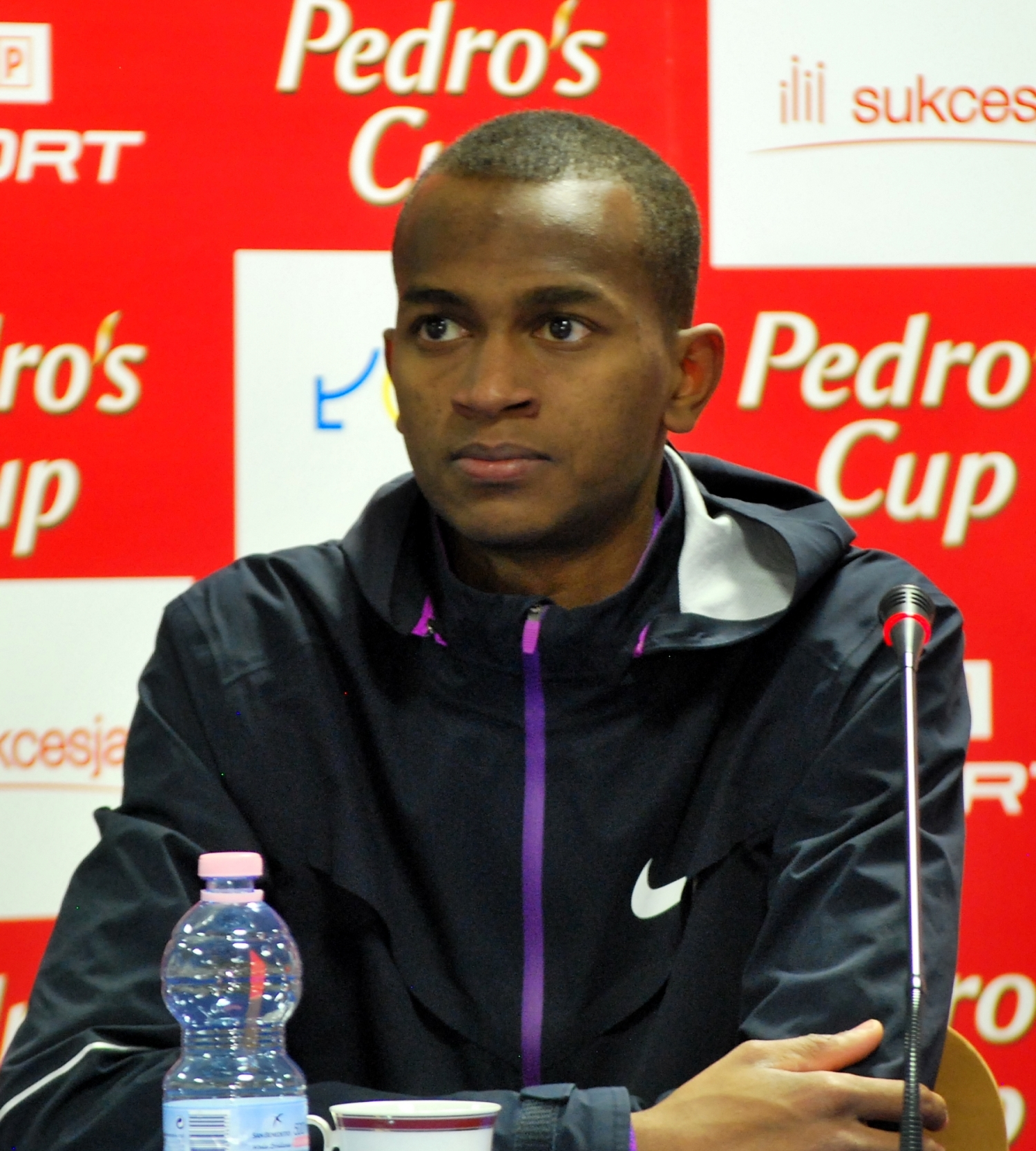
Mutaz Essa Barshim, Bronze 2012 und Silber 2016

### Jugendspiele
Vier Jungen und zwei Mädchen nahmen bei den ersten Olympischen Jugend-Sommerspielen 2010 in Singapur in den Sportarten Leichtathletik. Reiten, Schießen, Schwimmen und Turnen teil. Der Leichtathlet Hamza Driouch gewann im 1000-Meter-Lauf die Silbermedaille.
Bei den Olympischen Jugend-Sommerspielen 2014 in Nanjing nahmen 21 Jugendliche, 19 Jungen und zwei Mädchen, in der Leichtathletik, im Reiten, Handball, Turnen, Schießen und Schwimmen teil. Medaillen wurden keine gewonnen.

## IOC-Mitglied
Seit 2002 ist Tamim bin Hamad Al Thani IOC-Mitglied.

## Übersicht der Teilnehmer

### Sommerspiele
| Jahr      | Athleten           | Athleten           | Athleten           | Flaggenträger            | Sportarten         | Sportarten         | Sportarten         | Sportarten         | Sportarten         | Sportarten         | Sportarten         | Sportarten         | Sportarten         | Sportarten         | Sportarten         | Sportarten         | Sportarten         | Sportarten         | Sportarten         | Medaillen          | Medaillen          | Medaillen          | Medaillen          | Medaillen          |
| Jahr      | Gesamt             | m                  | w                  | Flaggenträger            | Leichtathletik     | Schießen           | Fußball            | Segeln             | Tischtennis        | Gewichtheben       | Schwimmen          | Bogenschießen      | Fechten            | Taekwondo          | Beach-Volleyball   | Reiten             | Boxen              | Handball           | Judo               |                    |                    |                    | Gesamt             | Rang               |
| --------- | ------------------ | ------------------ | ------------------ | ------------------------ | ------------------ | ------------------ | ------------------ | ------------------ | ------------------ | ------------------ | ------------------ | ------------------ | ------------------ | ------------------ | ------------------ | ------------------ | ------------------ | ------------------ | ------------------ | ------------------ | ------------------ | ------------------ | ------------------ | ------------------ |
| 1896–1980 | nicht teilgenommen | nicht teilgenommen | nicht teilgenommen | nicht teilgenommen       | nicht teilgenommen | nicht teilgenommen | nicht teilgenommen | nicht teilgenommen | nicht teilgenommen | nicht teilgenommen | nicht teilgenommen | nicht teilgenommen | nicht teilgenommen | nicht teilgenommen | nicht teilgenommen | nicht teilgenommen | nicht teilgenommen | nicht teilgenommen | nicht teilgenommen | nicht teilgenommen | nicht teilgenommen | nicht teilgenommen | nicht teilgenommen | nicht teilgenommen |
| 1984      | 24                 | 24                 | 0                  | Waheed Khamis al-Salem   | 6                  | 4                  | 14                 |                    |                    |                    |                    |                    |                    |                    |                    |                    |                    |                    |                    |                    |                    |                    |                    |                    |
| 1988      | 10                 | 10                 | 0                  | Mohamed al-Kaabi         | 8                  | 1                  |                    | 1                  |                    |                    |                    |                    |                    |                    |                    |                    |                    |                    |                    |                    |                    |                    |                    |                    |
| 1992      | 28                 | 28                 | 0                  |                          | 11                 |                    | 17                 |                    |                    |                    |                    |                    |                    |                    |                    |                    |                    |                    |                    |                    |                    | 1                  | 1                  | 54                 |
| 1996      | 12                 | 12                 | 0                  | Ibrahim Ismail           | 9                  | 1                  |                    | 1                  | 1                  |                    |                    |                    |                    |                    |                    |                    |                    |                    |                    |                    |                    |                    |                    |                    |
| 2000      | 17                 | 17                 | 0                  | Ibrahim Ismail           | 12                 | 1                  |                    |                    | 1                  | 2                  | 1                  |                    |                    |                    |                    |                    |                    |                    |                    |                    |                    | 1                  | 1                  | 71                 |
| 2004      | 15                 | 15                 | 0                  | Khalid Habash al-Suwaidi | 10                 | 2                  |                    |                    |                    | 2                  | 1                  |                    |                    |                    |                    |                    |                    |                    |                    |                    |                    |                    |                    |                    |
| 2008      | 20                 | 20                 | 0                  | Nasser Al-Attiyah        | 14                 | 2                  |                    |                    |                    |                    | 1                  | 1                  | 1                  |                    |                    |                    |                    |                    |                    |                    |                    |                    |                    |                    |
| 2012      | 12                 | 8                  | 4                  | Bahya al-Hamad           | 6                  | 3                  |                    |                    | 1                  |                    | 2                  |                    |                    |                    |                    |                    |                    |                    |                    |                    |                    | 2                  | 2                  | 76                 |
| 2016      | 37                 | 35                 | 2                  | Ali bin Chalid Al Thani  | 7                  | 2                  |                    |                    | 1                  | 1                  | 2                  |                    |                    |                    | 2                  | 4                  | 2                  | 15                 | 1                  |                    | 1                  |                    | 1                  | 69                 |
| Gesamt    | Gesamt             | Gesamt             | Gesamt             | Gesamt                   | Gesamt             | Gesamt             | Gesamt             | Gesamt             | Gesamt             | Gesamt             | Gesamt             | Gesamt             | Gesamt             | Gesamt             | Gesamt             | Gesamt             | Gesamt             | Gesamt             | Gesamt             | 0                  | 1                  | 4                  | 5                  | 108                |

### Winterspiele
| Jahr      | Athleten           | Athleten           | Athleten           | Flaggenträger      | Sportarten         | Medaillen          | Medaillen          | Medaillen          | Medaillen          | Medaillen          |
| Jahr      | Gesamt             | m                  | w                  | Flaggenträger      | Sportarten         |                    |                    |                    | Gesamt             | Rang               |
| --------- | ------------------ | ------------------ | ------------------ | ------------------ | ------------------ | ------------------ | ------------------ | ------------------ | ------------------ | ------------------ |
| 1924–2018 | nicht teilgenommen | nicht teilgenommen | nicht teilgenommen | nicht teilgenommen | nicht teilgenommen | nicht teilgenommen | nicht teilgenommen | nicht teilgenommen | nicht teilgenommen | nicht teilgenommen |
| Gesamt    | Gesamt             | Gesamt             | Gesamt             | Gesamt             | Gesamt             | 0                  | 0                  | 0                  | 0                  | -                  |

## Liste der Medaillengewinner

### Goldmedaillen
| Name               | Spiele     | Sportart       | Disziplin           | Anmerkung          |
| ------------------ | ---------- | -------------- | ------------------- | ------------------ |
| Fares Ibrahim      | 2020 Tokio | Leichtathletik | Mittelschwergewicht | Erste Goldmedaille |
| Mutaz Essa Barshim | 2020 Tokio | Leichtathletik | Hochsprung          |                    |

### Silbermedaillen
| Name               | Spiele              | Sportart       | Disziplin  | Anmerkung                         |
| ------------------ | ------------------- | -------------- | ---------- | --------------------------------- |
| Mutaz Essa Barshim | 2016 Rio de Janeiro | Leichtathletik | Hochsprung |                                   |
| Mutaz Essa Barshim | 2012 London         | Leichtathletik | Hochsprung | Nach Disqualifikation nachgerückt |

### Bronzemedaillen
| Name                         | Spiele         | Sportart        | Disziplin     | Anmerkung              |
| ---------------------------- | -------------- | --------------- | ------------- | ---------------------- |
| Mohamed Suleiman             | 1992 Barcelona | Leichtathletik  | 1500 Meter    | erster Medaillengewinn |
| Said Saif Asaad              | 2000 Sydney    | Gewichtheben    | Schwergewicht |                        |
| Nasser Al-Attiyah            | 2012 London    | Schießen        | Skeet         |                        |
| Ahmed Tijan Cherif Younousse | 2020 Tokio     | Beachvolleyball | Männer        |                        |

## Medaillen nach Sportart
| Sportart        | Gold | Silber | Bronze | Gesamt |
| Leichtathletik  | 2    | 2      | 0      | 4      |
| Gewichtheben    | 1    | 0      | 1      | 2      |
| Beachvolleyball | 0    | 0      | 1      | 1      |
| Schießen        | 0    | 0      | 1      | 1      |
| Gesamt          | 2    | 2      | 4      | 8      |